# Dungeon Siege: Throne of Agony
Dungeon Siege: Throne of Agony é um jogo eletrônico do gênero RPG eletrônico de ação desenvolvido pela SuperVillain Studios e publicado pela 2K Games lançado em 2006 para PlayStation Portable.
O jogo se passa após os eventos de Dungeon Siege II, com o fim do segundo cataclismo, ojogador tem a possibilidade de escolher um dos três personagens, além de outro para companhia, além de modo multiplayer online para até quatro jogadores, também existe a possibilidade de desbloquear itens através do jogo Dungeon Siege II: Broken World para Microsoft Windows.